# P903iX HIGH-SPEED
FOMA P903iX HIGH-SPEED（フォーマ・ピー きゅう まる さん アイエックス・ハイスピード）は、パナソニック モバイルコミュニケーションズによって開発された、NTTドコモの第三・五世代携帯電話 (FOMA) 端末である。

## 概要
パナソニック モバイルコミュニケーションズ製端末初のFOMAハイスピード対応端末。フォルムはP702iDに近い。
メインディスプレイは2.4インチQVGA(240×320ドット)を採用している。搭載されるカメラはオートフォーカスに対応する320万画素νMaicovicon。テレビ電話用のサブカメラはCMOS約11万画素。外部メモリーカードはmicroSDメモリーカード（2GBまで・ドコモ発表）に対応。HSDPAに対応し専用コンテンツの利用が可能。Windows Media Videoは形式がWMV、WVX、WMA、WAX、ASF、ASXでデータがQVGA/30fps/ビデオ512Kbps、オーディオ64Kbpsで再生可能。ストリーミングは容量無制限で視聴できる（なお、ストリーミングに限りWindows Media DRMに対応し、一部ではあるが著作権保護されたWindows Media Video、Windows Media Audioのストリーミング視聴が再生可能。）。iモーションはダウンロード容量、ストリーミング容量共に10MBにまで拡張にされ、H.264コーデックに対応した。
この端末のボタンは赤色に光る。
またライブハウス等で活躍中で2007年11月7日にメジャーデビューするioraの（それは季節のように）のビデオクリップをプリインストールしている。
iアプリは「DIRGE of CERBERUS LOST EPISODE -FINAL FANTASY VII-」のほか、「ぷよぷよ～ん＆コラムス」などをプリインストールする。
デジタルオーディオプレーヤーはSD-Audio(AAC/AAC+SBR)と着うたフルを統合したマルチプレーヤーでSD-AudioはP903iTVと同じく約75時間再生に対応している。着うたフルは70時間再生が出来る。またBluetoothによるワイヤレス再生が可能。
FOMA 903i シリーズ共通の機能の中では、着うたフル、メガiアプリ、ICカードによる認証に対応した。GPS、3Gローミングには非対応。
| 主な対応サービス           | 主な対応サービス                     | 主な対応サービス         | 主な対応サービス                                |
| -------------------------- | ------------------------------------ | ------------------------ | ----------------------------------------------- |
| DCMX／おサイフケータイ     | うた・ホーダイ                       | 着うたフル／着うた       | デジタルオーディオプレーヤー(AAC)(SDオーディオ) |
| 直感ゲーム／メガiアプリ    | Music&Videoチャネル※／ビデオクリップ | 3Gローミング             | プッシュトーク                                  |
| FOMAハイスピード           | GPS／ケータイお探し                  | デコメール／デコメ絵文字 | iチャネル                                       |
| 着もじ                     | テレビ電話／キャラ電                 | 電話帳お預かりサービス   | フルブラウザ                                    |
| おまかせロック／バイオ認証 | 外部メモリー／iモードコンテンツ移行  | トルカ                   | iC通信／iCお引越しサービス                      |
| きせかえツール／マチキャラ | バーコードリーダ／名刺リーダ         | 2in1                     | エリアメール                                    |

※音声番組のみ対応。

## 歴史
- 2006年10月12日 - D903i・D903iTV・F903i・F903iX HIGH-SPEED・N903i・N902iL・P903i・P903iTV・P903iX HIGH-SPEED・SH903i・SH903iTV・SO903i・SIMPURE L1・SIMPURE N1の開発が発表。
- 2006年11月22日 - TELECの技術基準適合証明通過
- 2006年11月30日 - 電気通信端末機器審査協会 (JATE)通過
- 2007年4月19日 - 発売

## 不具合
- 2007年6月25日公表： 一部のPanasonic製ミニコンポでmicroSDカードに保存した音楽データが再生できない。
- 2007年11月7日公表： 一部のPanasonic製ミニコンポでmicroSDカードに保存した音楽データを再生すると再生エラーが発生する

なお、上記不具合はソフトウェアアップデートによって修正された。 「P903iX」ソフトウェアアップデートのお知らせ　